# The Rugby Championship 2016
El Rugby Championship 2016 fue la quinta edición del torneo comenzado en 2012, que incluyó a los cuatro seleccionados de las asociaciones miembros de la SANZAAR: Argentina, Australia, Sudáfrica y Nueva Zelanda.
La edición volvió a tener 6 fechas, luego de haber tenido solo 3 fechas en la edición pasada por la Copa Mundial de Rugby de 2015, comenzando el 20 de agosto en Australia y terminando el 8 de octubre en Inglaterra.

## Modo de disputa
El torneo fue disputado con el sistema de todos contra todos, en dos series, de local y visitante. Cada partido duró 80 minutos divididos en dos partes de 40 minutos.
Los cuatro participantes se agruparon en una tabla general teniendo en cuenta los resultados de los partidos mediante un sistema de puntuación, el cual se repartió
- 4 puntos por victoria.
- 2 puntos por empate.
- 0 puntos por derrota.

También se otorgó punto bonus, ofensivo y defensivo:
- El punto bonus ofensivo se obtenía al marcar cuatro (4) o más tries.
- El punto bonus defensivo se obtenía al perder por una diferencia de hasta siete (7) puntos.

Para determinar la posición de cada equipo, se utilizó la cantidad de puntos obtenidos y en el caso de que existiese un empate en puntos, la posición se determinaría a favor de aquel equipo que cumpliera con el siguiente listado, y de no existir diferencia, la posición se sortearía.
1. Más cantidad de victorias obtenidas.
2. Más cantidad de victorias contra el otro equipo en cuestión.
3. Mayor diferencia de puntos (puntos a favor menos puntos en contra).
4. Mayor diferencia de puntos (puntos a favor menos puntos en contra) en los partidos entre ambos equipos.
5. Mayor cantidad de tries anotados en la competencia.

## Equipos participantes
| Argentina | Australia | Nueva Zelanda | Sudáfrica  |
| --------- | --------- | ------------- | ---------- |
| Pumas     | Wallabies | All Blacks    | Springboks |

## Árbitros
Estos fueron los árbitros designados para los encuentros de la temporada 2016.
| - Jaco Peyper - Glen Jackson - Romain Poite - Jérôme Garcès - Craig Joubert | - Nigel Owens - Angus Gardner - Wayne Barnes - Mathieu Raynal |

## Sedes
| País          | Sedes                            | Sedes        | Sedes     |
| País          | Estadio                          | Ciudad       | Capacidad |
| ------------- | -------------------------------- | ------------ | --------- |
| Argentina     | Twickenham Stadium               | Londres      | 82 000    |
| Argentina     | Estadio José Amalfitani          | Buenos Aires | 49 540    |
| Argentina     | Estadio Padre Ernesto Martearena | Salta        | 20 408    |
| Australia     | ANZ Stadium                      | Sídney       | 84 000    |
| Australia     | Suncorp Stadium                  | Brisbane     | 52 500    |
| Australia     | nib Stadium                      | Perth        | 20 500    |
| Nueva Zelanda | Westpac Stadium                  | Wellington   | 34 500    |
| Nueva Zelanda | Waikato Stadium                  | Hamilton     | 25 800    |
| Nueva Zelanda | AMI Stadium                      | Christchurch | 18 000    |
| Sudáfrica     | Growthpoint Kings Park           | Durban       | 52 000    |
| Sudáfrica     | Loftus Versfeld Stadium          | Pretoria     | 51 762    |
| Sudáfrica     | Mbombela Stadium                 | Nelspruit    | 40 929    |
| 1.            |                                  |              |           |

## Tabla de posiciones
| Pos. | Equipo        | Encuentros | Encuentros | Encuentros | Encuentros | Tantos | Tantos | Tantos | Bonus | Bonus | Puntos |
| Pos. | Equipo        | PJ         | PG         | PE         | PP         | F      | C      | Dif    | BO    | BD    | Puntos |
| ---- | ------------- | ---------- | ---------- | ---------- | ---------- | ------ | ------ | ------ | ----- | ----- | ------ |
| 1    | Nueva Zelanda | 6          | 6          | 0          | 0          | 262    | 84     | 178    | 6     | 0     | 30     |
| 2    | Australia     | 6          | 3          | 0          | 3          | 119    | 147    | -28    | 1     | 0     | 13     |
| 3    | Sudáfrica     | 6          | 2          | 0          | 4          | 117    | 180    | -63    | 0     | 2     | 10     |
| 4    | Argentina     | 6          | 1          | 0          | 5          | 129    | 216    | -87    | 0     | 1     | 5      |

## Resultados
BO: Punto de bonificación ofensivo.
BD: Punto de bonificación defensivo.

#### Primera fecha
| 20 de agosto, 20:05 AEST (UTC+10)                                                      | Australia | 8 – 42 BO | Nueva Zelanda | Estadio ANZ, Sídney | |
|                                                                                        | Titulares: - 15-Folau 14-Ashley-Cooper 13-Kuridrani - 12-Giteau 11-Haylett-Petty 10-Foley 9-Genia - 8-Pocock 7-Hooper 6-McCalman 5-Simmons 4-Douglas 3-Kepu 2-Moore (c) 1-Sio - Suplentes: - 16-Polota-Nau 17-Slipper 18-Alaalatoa - 19-Mumm 20-Fardy 21-Phipps 22-Toomua - 23-Horne - Tries - Phipps 74' - Conversiones - (0/1) Foley - Penales - (1/1) Foley 3' | Reporte   | Titulares: - 15-Dagg 14-B. Smith 13-Fekitoa 12-Crotty - 11-Naholo 10-Barrett 9-A. Smith 8-Read (c) - 7-Cane 6-Kaino 5-Whitelock 4-Retallick - 3-O. Franks 2-Harris 1-Crockett - Suplentes: - 16-Coles 17-Hames 18-Faumuina 19-Squire 20-A. Savea 21-TJ Perenara 22-Cruden - 23-J. Savea · - Tries - 5' Crotty - 10' Barrett - 30' Kaino - 38' Naholo - 55' Coles - 58' J. Savea - Conversiones - 7', 26', 39' Barrett (3/5) - Cruden (0/1) - Penales - 16', 22' Barrett (2/3) - Tarjetas - 73' hasta 83' Read | Asistencia: 65 328 espectadores Árbitro(s): Jaco Peyper - Jueces de touch: - Romain Poite - Federico Anselmi - Television Match Official: - Shaun Veldsman | Asistencia: 65 328 espectadores Árbitro(s): Jaco Peyper - Jueces de touch: - Romain Poite - Federico Anselmi - Television Match Official: - Shaun Veldsman |
| Allan Alaalatoa hizo su debut internacional. - Kane Hames hizo su debut internacional. | |           | | | |

| 20 de agosto, 17:05 SAST (UTC+2)                                   | Sudáfrica | 30 – 23 BD | Argentina | Estadio Mbombela, Nelspruit | |
|                                                                    | Titulares: - 15-Goosen 14-Combrinck 13-Mapoe - 12-de Allende 11-Habana 10-Jantjies - 9-de Klerk 8-Whiteley 7-Mohojé 6-Louw - 5-de Jager 4-Etzebeth 3-Redelinghuys - 2-Strauss (c) 1-Mtawarira - Suplentes: - 16-Mbonambi 17-Kitshoff 18-Koch 19-du Toit 20-Jaco Kriel 21-Paige 22-de Jongh - 23-Jesse Kriel · - Tries - Combrinck 6' - Goosen 70' - Whiteley 78' - Conversiones - (3/3) Jantjies 8', 71', 79' - Penales - (3/5) Jantjies 17', 55', 73' - (0/2) Goosen - Tarjetas - Habana 45' hasta 55' | Reporte    | Titulares: - 15-Tuculet 14-Cordero 13-Orlando - 12-Hernández 11-Montero 10-Sánchez - 9-Landajo 8-Isa 7-Leguizamón 6-Matera - 5-Lavanini 4-Alemanno 3-Herrera 2-Creevy (c) 1-Tetaz Chaparro - Suplentes: - 16-Montoya 17-Arregui 18-Pieretto 19-Petti - 20-Ortega Desio 21-Cubelli - 22-González Iglesias 23-Moyano · - Tries - 24' Orlando - 66' Cordero - Conversiones - 26', 67' Sánchez (2/2) - Penales - 15', 23', 64' Sánchez (3/4) - Tarjetas - 21' hasta 31' Montero | Asistencia: 27 357 espectadores Árbitro(s): Glen Jackson - Jueces de touch: - Jérôme Garcès - Ben O'Keeffe - Television Match Official: - George Ayoub | Asistencia: 27 357 espectadores Árbitro(s): Glen Jackson - Jueces de touch: - Jérôme Garcès - Ben O'Keeffe - Television Match Official: - George Ayoub |
| Agustín Creevy alcanzó sus 50 partidos con la selección Argentina. | |            | | | |

#### Segunda fecha
| 27 de agosto, 19:35 NZST (UTC+12) | Nueva Zelanda | BO 29 – 9 | Australia | Estadio Westpac, Wellington | |
| | Titulares: - 15-B. Smith 14-Dagg 13-Fekitoa - 12-Lienert-Brown 11-J. Savea 10-Barrett - 9-A. Smith 8-Read (c) 7-Cane 6-Kaino - 5-Whitelock 4-Retallick 3-O. Franks 2-Coles - 1-Moody - Suplentes: - 16-Parsons 17-Crockett 18-Faumuina - 19-Squire 20-A. Savea 21-TJ Perenara - 22-Cruden 23-Tamanivalu Tries - Dagg 7', 21' - J. Savea 46' - Cane 61' - Conversiones - (3/4) Barrett 8', 47', 63' - Penales - (1/3) Barrett 13' | Reporte   | Titulares: - 15-Folau 14-Ashley-Cooper 13-Kerevi - 12-Foley 11-Haylett-Petty 10-Cooper 9-Genia - 8-Pocock 7-Hooper 6-Fardy 5-Coleman - 4-Douglas 3-Kepu 2-Moore (c) 1-Sio - Suplentes: - 16-Polota-Nau 17-Slipper 18-Alaalatoa - 19-Mumm 20-Skelton 21-Phipps 22-Kuridrani - 23-Hodge · Penales - 11', 20' Foley (2/2) - 34' Hodge (1/2) - Tarjetas - 36' hasta 46' Coleman | Asistencia: 35 372 espectadores Árbitro(s): Romain Poite - Jueces de touch: - Jaco Peyper - Federico Anselmi - Television Match Official: - Shaun Veldsman | Asistencia: 35 372 espectadores Árbitro(s): Romain Poite - Jueces de touch: - Jaco Peyper - Federico Anselmi - Television Match Official: - Shaun Veldsman |
| Anton Lienert-Brown y Reece Hodge hicieron su debut internacional. - Wyatt Crockett alcanzó sus 50 partidos con la selección de Nueva Zelanda. - Nueva Zelanda retuvo la Copa Bledisloe. | |           | | | |

| 27 de agosto, 16:40 AST (UTC-3) | Argentina | 26 – 24 BD | Sudáfrica | Estadio Padre Ernesto Martearena, Salta | |
| | Titulares: - 15-Tuculet 14-Cordero 13-Orlando - 12-Hernández 11-Montero 10-Sánchez - 9-Landajo 8-Isa 7-Leguizamón 6-Matera - 5-Lavanini 4-Alemanno 3-Herrera 2-Creevy (c) 1-Tetaz Chaparro - Suplentes: - 16-Montoya 17-Noguera Paz 18-Pieretto - 19-Petti 20-Ortega Desio 21-Cubelli - 22-González Iglesias 23-González Amorosino · Tries - Tuculet 30' - Leguizamón 47' - Conversiones - (1/1) Sánchez 32' - (1/1) Hernández 48' - Penales - (2/2) Sánchez 22', 29' - (1/1) Hernández 54' - (1/1) González Iglesias 77' - Tarjetas - Herrera 19' hasta 29' | Reporte    | Titulares: - 15-Goosen 14-Combrinck 13-Mapoe - 12-de Allende 11-Habana 10-Jantjies - 9-de Klerk 8-Whiteley 7-Mohojé 6-Louw - 5-de Jager 4-Etzebeth 3-Koch 2-Strauss (c) - 1-Mtawarira - Suplentes: - 16-Mbonambi 17-Kitshoff 18-Adriaanse - 19-du Toit 20-Jaco Kriel 21-Paige 22-Steyn - 23-Jesse Kriel Tries - 44' Habana - 67' du Toit - Conversiones - 45' Goosen (1/1) - Steyn (0/1) - Penales - 20', 42' Jantjies (2/4) - 63', 73' Steyn (2/3) - Drops - Steyn (0/1) | Asistencia: 17 000 espectadores Árbitro(s): Jérôme Garcès - Jueces de touch: - Glen Jackson - Ben O'Keeffe - Television Match Official: - George Ayoub | Asistencia: 17 000 espectadores Árbitro(s): Jérôme Garcès - Jueces de touch: - Glen Jackson - Ben O'Keeffe - Television Match Official: - George Ayoub |
| Tomás Cubelli alcanzó sus 50 partidos con la selección Argentina. - Argentina derrota a Sudáfrica por primera vez jugando como local. | |            | | | |

#### Tercera fecha
| 10 de septiembre, 19:35 NZST (UTC+12)      | Nueva Zelanda | BO 57 – 22 | Argentina | Waikato Stadium, Hamilton | |
|                                            | Titulares: - 15-B. Smith 14-Dagg 13-Fekitoa 12-Crotty - 11-J. Savea 10-Barrett 9-A. Smith 8-Read (c) - 7-Cane 6-Kaino 5-Whitelock 4-Retallick - 3-O. Franks 2-Coles 1-Moody - Suplentes: - 16-Taylor 17-Crockett 18-Faumuina - 19-Romano 20-A. Savea 21-TJ Perenara - 22-Cruden 23-Lienert-Brown Tries - J. Savea 10' - B. Smith 23', 66' - Barrett 35' - Crotty 53', 63' - Faumuina 56' - Romano 76' - Conversiones - (6/6) Barrett 11', 24', 36', 54', 57', 64' - (1/1) Cruden 68' - (0/1) Dagg - Penales - (1/1) Dagg 31' - (0/2) Barrett | Reporte    | Titulares: - 15-Tuculet 14-Moroni 13-Orlando - 12-Hernández 11-Cordero 10-Sánchez - 9-Landajo 8-Isa 7-Ortega Desio 6-Matera - 5-Alemanno 4-Petti 3-Herrera 2-Creevy (c) - 1-Tetaz Chaparro - Suplentes: - 16-Montoya 17-Noguera Paz 18-Pieretto - 19-Kremer 20-Senatore 21-Cubelli - 22-González Iglesias 23-Moyano Tries - 2' Cordero - Conversiones - 2' Sánchez (1/1) - Penales - 14', 18', 26', 38', 49' Sánchez (5/6) | Asistencia: 23 361 espectadores Árbitro(s): Craig Joubert - Jueces de touch: - Angus Gardner - Marius Mitrea - Television Match Official: - George Ayoub | Asistencia: 23 361 espectadores Árbitro(s): Craig Joubert - Jueces de touch: - Angus Gardner - Marius Mitrea - Television Match Official: - George Ayoub |
| Marcos Kremer hizo su debut internacional. | |            | | | |

| 10 de septiembre, 20:05 AEST (UTC+10)                                                       | Australia | 23 – 17 BD | Sudáfrica | Estadio Suncorp, Brisbane | |
|                                                                                             | Titulares: - 15-Folau 14-Haylett-Petty 13-Kerevi 12-Foley - 11-Hodge 10-Cooper 9-Genia 8-Pocock - 7-Hooper 6-Mumm 5-Coleman 4-Douglas - 3-Kepu 2-Moore (c) 1-Sio - Suplentes: - 16-Polota-Nau 17-Slipper 18-Alaalatoa - 19-Arnold 20-McMahon 21-Phipps 22-Kuridrani - 23-Mitchell Tries - Coleman 26' - Foley 61' - Conversiones - (2/2) Foley 28', 62' - Penales - (3/3) Foley 10', 34', 42' | Reporte    | Titulares: - 15-Goosen 14-Habana 13-Jesse Kriel - 12-de Jongh 11-Hougaard 10-Jantjies - 9-de Klerk 8-Whiteley 7-Mohojé 6-Louw - 5-de Jager 4-Etzebeth 3-Adriaanse - 2-Strauss (c) 1-Mtawarira - Suplentes: - 16-Mbonambi 17-Kitshoff 18-Nyakane - 19-Mostert 20-du Toit 21-Jaco Kriel 22-Steyn - 23-Mapoe · Tries - 2' Whiteley - 17' Goosen - Conversiones - 3', 18' Jantjies (2/2) - Penales - 65' Steyn (1/1) - Jantjies (0/1) - Tarjetas - 41' hasta 51' Etzebeth | Asistencia: 30 327 espectadores Árbitro(s): Nigel Owens - Jueces de touch: - Wayne Barnes - Pascal Gaüzère - Television Match Official: - Ben Skeen | Asistencia: 30 327 espectadores Árbitro(s): Nigel Owens - Jueces de touch: - Wayne Barnes - Pascal Gaüzère - Television Match Official: - Ben Skeen |
| Eben Etzebeth es el jugador sudafricano más joven en alcanzar los 50 test con su selección. | |            | | | |

#### Cuarta fecha
| 17 de septiembre, 19:35 NZST (UTC+12)                                                                            | Nueva Zelanda | BO 41 – 13 | Sudáfrica | Estadio AMI, Christchurch | |
| | Titulares: - 15-B. Smith 14-Dagg 13-Fekitoa 12-Crotty - 11-J. Savea 10-Barrett 9-A. Smith 8-Read (c) - 7-A. Savea 6-Kaino 5-Whitelock 4-Retallick - 3-O. Franks 2-Coles 1-Moody - Suplentes: - 16-Taylor 17-Crockett 18-Faumuina - 19-Romano 20-Todd 21-TJ Perenara - 22-Sopoaga 23-Lienert-Brown Tries - Dagg 21' - J. Savea 27' - B. Smith 48' - A. Savea 55' - Whitelock 64' - TJ Perenara 70' - Conversiones - (4/6) Barrett 28', 49', 57', 71' - Penales - (1/1) Barrett 8' | Reporte    | Titulares: - 15-Goosen 14-Habana 13-Jesse Kriel - 12-de Jongh 11-Hougaard 10-Jantjies - 9-de Klerk 8-Whiteley 7-Mohojé 6-Louw - 5-du Toit 4-Etzebeth 3-Koch 2-Strauss (c) - 1-Mtawarira - Suplentes: - 16-Marx 17-Kitshoff 18-Adriaanse - 19-Mostert 20-Alberts 21-Jaco Kriel - 22-Steyn 23-de Allende Tries - 18' Habana - Conversiones - 19' Jantjies (1/1) - Penales - 36', 52' Jantjies (2/2) | Asistencia: 20 826 espectadores Árbitro(s): Angus Gardner - Jueces de touch: - Pascal Gaüzère - Marius Mitrea - Television Match Official: - George Ayoub | Asistencia: 20 826 espectadores Árbitro(s): Angus Gardner - Jueces de touch: - Pascal Gaüzère - Marius Mitrea - Television Match Official: - George Ayoub |
| Francois Louw alcanzó los 50 partidos con la selección de Sudáfrica. - Malcolm Marx hizo su debut internacional. | |            | | | |

| 17 de septiembre, 18:05 AWST (UTC+8)                                                                                              | Australia | BO 36 – 20 | Argentina | Perth Oval, Perth | |
| | Titulares: - 15-Folau 14-Haylett-Petty 13-Kerevi 12-Foley - 11-Hodge 10-Cooper 9-Genia 8-Pocock - 7-Hooper 6-Mumm 5-Coleman 4-Simmons - 3-Kepu 2-Moore (c) 1-Sio - Suplentes: - 16-Polota-Nau 17-Slipper 18-Robertson - 19-Arnold 20-Timani 21-McMahon 22-Phipps - 23-Kuridrani · Tries - Kerevi 1' - Haylett-Petty 7' - Genia 11', 51' - Hooper 63' - Conversiones - (4/5) Foley 2', 8', 12', 64' - Penales - (1/1) Hodge 74' - Tarjetas - Sio 32' hasta 42' - Cooper 67' hasta 77' | Reporte    | Titulares: - 15-Tuculet 14-Cordero 13-Moroni - 12-González Iglesias 11-González Amorosino - 10-Sánchez 9-Cubelli 8-Isa 7-Leguizamón - 6-Matera 5-Alemanno 4-Ortega Desio - 3-Herrera 2-Creevy (c) 1-Tetaz Chaparro - Suplentes: - 16-Montoya 17-Noguera Paz 18-Pieretto - 19-Kremer 20-Senatore 21-Landajo - 22-Ascárate 23-Orlando Tries - 43' Cordero - 71' Isa - Conversiones - 43', 71' Sánchez (2/2) - Penales - 22', 33' Sánchez (2/3) | Asistencia: 16 202 espectadores Árbitro(s): Wayne Barnes - Jueces de touch: - Nigel Owens - Nick Briant - Television Match Official: - Ben Skeen | Asistencia: 16 202 espectadores Árbitro(s): Wayne Barnes - Jueces de touch: - Nigel Owens - Nick Briant - Television Match Official: - Ben Skeen |
| Dean Mumm alcanzó los 50 partidos con la selección de Australia. - Tom Robertson y Lopeti Timani hicieron su debut internacional. | |            | | | |

#### Quinta fecha
| 01 de octubre, 17:05 SAST (UTC+2)             | Sudáfrica | 18 – 10 | Australia | Estadio Loftus Versfeld, Pretoria | |
|                                               | Titulares: - 15-Lambie 14-Habana 13-Jesse Kriel - 12-de Jongh 11-Hougaard 10-Steyn 9-Paige - 8-Whiteley 7-Mohojé 6-Louw 5-du Toit - 4-Etzebeth 3-Koch 2-Strauss (c) 1-Mtawarira - Suplentes: - 16-Mbonambi 17-Kitshoff 18-Redelinghuys - 19-de Jager 20-Alberts 21-Jaco Kriel 22-Mapoe 23-le Roux Penales - (4/5) Steyn 25', 34', 40', 75' - Drops - (2/2) Steyn 4', 79' | Reporte | Titulares: - 15-Folau 14-Haylett-Petty 13-Kerevi 12-Foley - 11-Hodge 10-Cooper 9-Genia 8-McMahon - 7-Hooper 6-Mumm 5-Coleman 4-Simmons - 3-Kepu 2-Moore (c) 1-Sio - Suplentes: - 16-Hanson 17-Slipper 18-Robertson - 19-Douglas 20-Fardy 21-Phipps 22-Kuridrani 23-Naivalu · Tries - 13' Sio - Conversiones - 14' Foley (1/1) - Penales - 7' Foley (1/1) - Hodge (0/3) - Tarjetas - 33' hasta 43' Folau | Asistencia: 47 500 espectadores Árbitro(s): Wayne Barnes - Jueces de touch: - Johnny Lacey - George Clancy - Television Match Official: - Jim Yuille | Asistencia: 47 500 espectadores Árbitro(s): Wayne Barnes - Jueces de touch: - Johnny Lacey - George Clancy - Television Match Official: - Jim Yuille |
| Sefanaia Naivalu hizo su debut internacional. | |         | | | |

| 01 de octubre, 19:10 AST (UTC−3)             | Argentina | 17 – 36 BO | Nueva Zelanda | Estadio José Amalfitani, Buenos Aires | |
|                                              | Titulares: - 15-Tuculet 14-Cordero 13-Moroni - 12-González Iglesias 11-Moyano 10-Sánchez - 9-Landajo 8-Isa 7-Ortega Desio 6-Matera - 5-Alemanno 4-Petti 3-Herrera 2-Creevy (c) - 1-Tetaz Chaparro - Suplentes: - 16-Montoya 17-Noguera Paz 18-Pieretto - 19-Leguizamón 20-Senatore 21-Cubelli - 22-de la Fuente 23-Orlando Tries - Isa 57' - Tuculet 76' - Conversiones - (1/1) Sánchez 57' - (1/1) González Iglesias 77' - Penales - (1/1) Sánchez 33' | Reporte    | Titulares: - 15-B. Smith 14-Dagg 13-Lienert-Brown - 12-Crotty 11-J. Savea 10-Barrett 9-TJ Perenara 8-Read (c) 7-A. Savea 6-Squire 5-Retallick - 4-Tuipulotu 3-O. Franks 2-Coles 1-Moody - Suplentes: - 16-Taylor 17-Crockett 18-Tu'ungafasi - 19-Whitelock 20-Dixon 21-Kerr-Barlow - 22-Sopoaga 23-McKenzie · Tries - 27' Lienert-Brown - 34' Crotty - 38' Coles - 40' TJ Perenara - 44' B. Smith - Conversiones - 28', 36', 39', 45' Barrett (4/5) - Penales - 2' Barrett (1/1) - Tarjetas - 51' hasta 61' Moody - 64' hasta 74' Squire | Asistencia: 46 000 espectadores Árbitro(s): Jaco Peyper - Jueces de touch: - Angus Gardner - Marius van der Westhuizen - Television Match Official: - Johan Greeff | Asistencia: 46 000 espectadores Árbitro(s): Jaco Peyper - Jueces de touch: - Angus Gardner - Marius van der Westhuizen - Television Match Official: - Johan Greeff |
| Damian McKenzie hizo su debut internacional. | |            | | | |

#### Sexta fecha
| 08 de octubre, 17:00 SAST (UTC+2) | Sudáfrica | 15 – 57 BO | Nueva Zelanda | Estadio Kings Park, Durban | |
| | Titulares: - 15-Lambie 14-Hougaard 13-de Jongh - 12-de Allende 11-Habana 10-Steyn 9-de Klerk - 8-Whiteley 7-Mohojé 6-Louw 5-du Toit - 4-Etzebeth 3-Koch 2-Strauss (c) 1-Mtawarira - Suplentes: - 16-Mbonambi 17-Kitshoff 18-Redelinghuys - 19-de Jager 20-Alberts 21-Jaco Kriel 22-Mapoe 23-le Roux · Penales - (5/5) Steyn 4', 17', 26', 49', 58' - Drops - (0/1) Steyn - Tarjetas - de Jager 71' hasta 80' | Reporte    | Titulares: - 15-B. Smith 14-Dagg 13-Lienert-Brown - 12-Crotty 11-Naholo 10-Barrett 9-TJ Perenara 8-Read (c) 7-Todd 6-Kaino 5-Whitelock - 4-Retallick 3-O. Franks 2-Coles 1-Moody - Suplentes: - 16-Taylor 17-Crockett 18-Faumuina - 19-Squire 20-A. Savea 21-Kerr-Barlow - 22-Sopoaga 23-Moala · Tries - 21', 43' Dagg - 32', 60' TJ Perenara - 54', 70' Barrett - 73' Taylor - 76' B. Smith - 80' Squire - Conversiones - 32', 61', 71' Barrett (3/6) - 73', 77', 80' Sopoaga (3/3) - Penales Barrett (0/1) - Tarjetas - 80' hasta 80' Taylor | Asistencia: 51 500 espectadores Árbitro(s): Jérôme Garcès - Jueces de touch: - Johnny Lacey - George Clancy - Television Match Official: - Jim Yuille | Asistencia: 51 500 espectadores Árbitro(s): Jérôme Garcès - Jueces de touch: - Johnny Lacey - George Clancy - Television Match Official: - Jim Yuille |
| Nueva Zelanda vence a Sudáfrica por la máxima diferencia de visitante (42), superando los 36 puntos marcados en el 2003. - Los 57 puntos marcados por Nueva Zelanda es la mayor cantidad de puntos concedidos por Sudáfrica en su historia. - Nueva Zelanda iguala el récord de 17 victorias consecutivas en fila. | |            | | | |

| 08 de octubre, 19:30 BST (UTC+1) | Argentina | 21 – 33 | Australia | Twickenham Stadium, Londres | |
|                                  | Titulares: - 15-Tuculet 14-Moroni 13-Orlando - 12-De La Fuente 11-Moyano - 10-González Iglesias 9-Landajo 8-Senatore - 7-Ortega Desio 6-Matera 5-Alemanno 4-Petti - 3-Herrera 2-Creevy (c) 1-Noguera Paz - Suplentes: - 16-Montoya 17-García Botta 18-Pieretto - 19-Kremer 20-Cubelli 21-Leguizamón - 22-Ascárate 23-González Amorosino Tries - Alemanno 20' - De La Fuente 44' - Conversiones - (1/2) González Iglesias 46' - Penales - (3/5) González Iglesias 40', 54', 69' | Reporte | Titulares: - 15-Folau 14-Haylett-Petty 13-Kerevi 12-Foley - 11-Hodge 10-Cooper 9-Genia 8-Timani - 7-Hooper 6-Mumm 5-Coleman 4-Arnold - 3-Kepu 2-Moore (c) 1-Sio - Suplentes: - 16-Hanson 17-Robertson 18-Alaalatoa - 19-Douglas 20-Fardy 21-Houston - 22-Phipps 23-Kuridrani · Tries - 5' Coleman - 38', 49' Kerevi - 76' Mumm - Conversiones - 5', 50' Foley (2/4) - Penales - 10', 26', 73' Foley (3/3) - Tarjetas - 16' hasta 26' Hooper - 30' hasta 40' Coleman | Asistencia: 48 515 espectadores Árbitro(s): Mathieu Raynal - Jueces de touch: - JP Doyle - Matthew Carley - Television Match Official: - Rowan Kitt | Asistencia: 48 515 espectadores Árbitro(s): Mathieu Raynal - Jueces de touch: - JP Doyle - Matthew Carley - Television Match Official: - Rowan Kitt |

## Estadísticas individuales
| Puntos convertidos         | Puntos convertidos |
| Jugador                    | Puntos             |
| -------------------------- | ------------------ |
| Beauden Barrett            | 81                 |
| Nicolás Sánchez            | 53                 |
| Bernard Foley              | 53                 |
| Morné Steyn                | 42                 |
| Elton Jantjies             | 33                 |
| Israel Dagg                | 28                 |
| Ben Smith                  | 25                 |
| Julian Savea               | 20                 |
| Ryan Crotty                | 20                 |
| TJ Perenara                | 20                 |
| Santiago González Iglesias | 16                 |
| Santiago Cordero           | 15                 |
| Samu Kerevi                | 15                 |
| Johan Goosen               | 12                 |
| Warren Whiteley            | 10                 |
| Bryan Habana               | 10                 |
| Will Genia                 | 10                 |
| Dane Coles                 | 10                 |
| Joaquín Tuculet            | 10                 |
| Facundo Isa                | 10                 |
| Adam Coleman               | 10                 |
| Reece Hodge                | 6                  |
| Lima Sopoaga               | 6                  |
| Jerome Kaino               | 5                  |
| Waisake Naholo             | 5                  |
| Nick Phipps                | 5                  |
| Ruan Combrinck             | 5                  |
| Matías Orlando             | 5                  |
| Sam Cane                   | 5                  |
| Juan Manuel Leguizamón     | 5                  |
| Juan Martín Hernández      | 5                  |
| Pieter-Steph du Toit       | 5                  |
| Charlie Faumuina           | 5                  |
| Luke Romano                | 5                  |
| Ardie Savea                | 5                  |
| Sam Whitelock              | 5                  |
| Dane Haylett-Petty         | 5                  |
| Michael Hooper             | 5                  |
| Scott Sio                  | 5                  |
| Anton Lienert-Brown        | 5                  |
| Codie Taylor               | 5                  |
| Liam Squire                | 5                  |
| Matías Alemanno            | 5                  |
| Jerónimo de la Fuente      | 5                  |
| Dean Mumm                  | 5                  |
| Aaron Cruden               | 2                  |

| Tries convertidos      | Tries convertidos |
| Jugador                | Tries             |
| ---------------------- | ----------------- |
| Ben Smith              | 5                 |
| Israel Dagg            | 5                 |
| Julian Savea           | 4                 |
| Ryan Crotty            | 4                 |
| Beauden Barrett        | 4                 |
| TJ Perenara            | 4                 |
| Santiago Cordero       | 3                 |
| Samu Kerevi            | 3                 |
| Johan Goosen           | 2                 |
| Warren Whiteley        | 2                 |
| Bryan Habana           | 2                 |
| Will Genia             | 2                 |
| Dane Coles             | 2                 |
| Joaquín Tuculet        | 2                 |
| Facundo Isa            | 2                 |
| Adam Coleman           | 2                 |
| Jerome Kaino           | 1                 |
| Waisake Naholo         | 1                 |
| Nick Phipps            | 1                 |
| Ruan Combrinck         | 1                 |
| Matías Orlando         | 1                 |
| Sam Cane               | 1                 |
| Juan Manuel Leguizamón | 1                 |
| Pieter-Steph du Toit   | 1                 |
| Charlie Faumuina       | 1                 |
| Luke Romano            | 1                 |
| Bernard Foley          | 1                 |
| Ardie Savea            | 1                 |
| Sam Whitelock          | 1                 |
| Dane Haylett-Petty     | 1                 |
| Michael Hooper         | 1                 |
| Scott Sio              | 1                 |
| Anton Lienert-Brown    | 1                 |
| Codie Taylor           | 1                 |
| Liam Squire            | 1                 |
| Matías Alemanno        | 1                 |
| Jerónimo de la Fuente  | 1                 |
| Dean Mumm              | 1                 |